# 伞形科
傘形科（学名：Apiaceae）是傘形目下的一科，是一类具有繖形花序的植物。花小型，具有五片花瓣。這些排列成繖狀的花序，稱為繖形花序。
此科下包含有孜然、香芹、香菜、茴香、胡蘿蔔、蒔蘿、葛縷子、当归、白芷、独活、毒芹和明日葉等植物。此科约有446属、3,800种，分布在北温带、亚热带或热带的高山上。中国大陸大约有90属、500多种，全国均有分布。伞形科包括很多日常食用的蔬菜和调料。

## 形态
通常為莖部中空的芳香植物，大多为多年生草本。
叶子互生，大部分为多回分裂、三裂或羽狀淺裂的複葉，但在某些屬（例如柴胡屬）中是單裂且完整的葉片。叶柄基部扩大成鞘状。
花小，通常两性，常为顶生或腋生的复伞形花序；萼片微小或缺少；花瓣5枚，顶端常凹陷，具有一内折的小舌片；雄蕊5枚，着生于上位花盘的周围；花柱2枚，有垫状或圆锥形花柱基；子房下位两室，每室有胚珠1枚。
果实为双悬果：成熟时两个心皮由合生面分离成两个悬垂的分果，各有1种子；通常具有5条明显果棱，有时主棱间有次棱，棱与棱之间和合生面有油管一至多数，油管通常明显。許多繖形科的果實以風傳播，但有些繖形科（例如胡蘿蔔屬）植物的果實被剛毛覆蓋，這些剛毛可能會鉤在軟雀花上，從而掛在動物的毛皮上。

## 用途
本科中有幾種植物是重要的糧食作物，例如：胡蘿蔔和美洲防風。而許多其他成員還可做為香料或用於製藥繖形科約有3000種。

## 分类
本科包含约446属，可归类于4个亚科：
- 芹亚科 Apioideae
- 卧芹亚科 Azorelloideae
- 参棕亚科 Mackinlayoideae
- 变豆菜亚科 Saniculoideae

## 另見
- 香草和調味品列表

## 外部連結
- UVSC Herbarium - Apiaceae
- Umbellifer Resource Centre （页面存档备份，存于）
- Umbellifer Information Server
- 物种编目数据库 （页面存档备份，存于）
- 傘形科Apiaceae （页面存档备份，存于） 藥用植物圖像數據庫 (香港浸會大學中醫藥學院) （中文）（英文）